# São Miguel (Republika Zielonego Przylądka)
São Miguel – miasto w Republice Zielonego Przylądka; na wyspie São Tiago; 5 600 mieszkańców (2006). Przemysł spożywczy, włókienniczy.